# USA PATRIOT Act

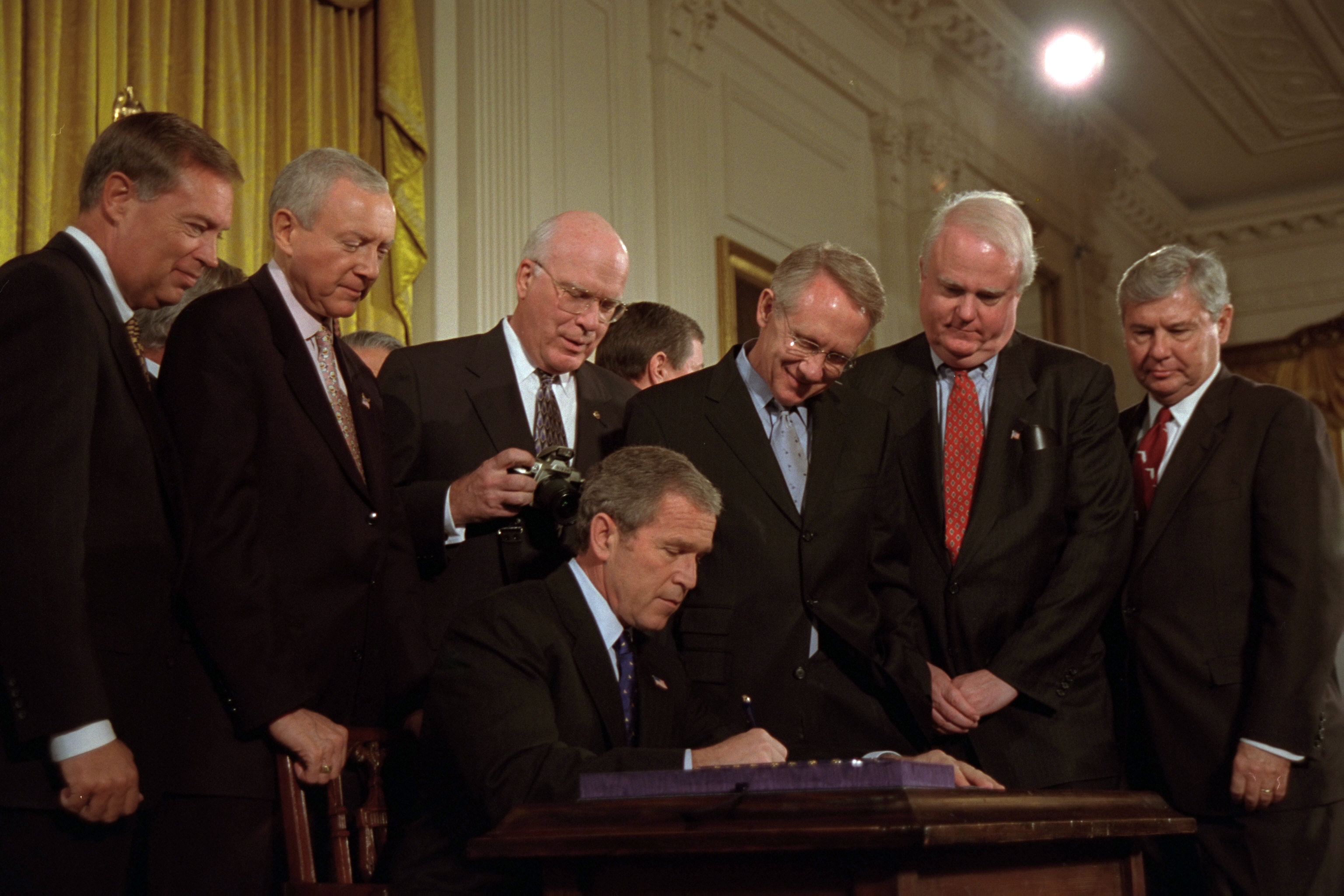
Het moment dat de Patriot Act wordt getekend door George W. Bush

De USA PATRIOT Act (Public Law 107-56), backroniem voor Uniting and Strengthening America by Providing Appropriate Tools Required to Intercept and Obstruct Terrorism Act of 2001, algemeen bekend als de Patriot Act, is een Amerikaans wetsvoorstel (H.R.3162) dat op 26 oktober 2001 door het Amerikaans Congres met een meerderheid werd aangenomen. De Foreign Intelligence Surveillance Act (FISA) werd door de Patriot Act gewijzigd.
De wet heeft als doel de Amerikaanse overheid meer mogelijkheden te geven om informatie te vergaren over en op te treden in geval van mogelijk terrorisme. Het is een directe reactie op de aanslagen op 11 september 2001 en is een middel in de Amerikaanse strijd tegen terrorisme. Daarnaast heeft de wet het verstevigen van de Amerikaanse positie op het wereldtoneel als functie. Zo geeft de wet onder meer toestemming voor het afluisteren van de regeringen van andere landen, waaronder Duitsland, Nederland en België.

## Geschiedenis
De Patriot Act werd in 26 oktober 2001 door het Huis van Afgevaardigden aangenomen met een meerderheid van 357 tegen 66 stemmen. In de Senaat was de stemverhouding 98 tegen 1. Republikeins afgevaardigde voor Texas Ron Paul vertelde aan The Washington Times dat geen enkel congreslid de nieuwe wetgeving mocht lezen. Tegenstanders van de Patriot Act wijzen erop, dat het onmogelijk was in zo'n korte tijd na de aanslagen van 11 september 2001 deze wet te schrijven en dat de Patriot Act dus in feite al klaar lag.
Eind 2003 ondertekende George W. Bush de Intelligence Authorization Act, die meer opsporingsbevoegdheden aan de FBI geeft en gezien kan worden als het verlengstuk van de Patriot Act.
Op 16 december 2005 stemde de Senaat tegen de verlenging van de wet. Op 21 december 2005 bereikte de Senaat een meerpartijenakkoord inzake 107-56. Dit werd vastgelegd in de USA PATRIOT Improvement and Reauthorization Act. Vele passages uit de Patriot Act zijn daarbij gehandhaafd.
Op 27 februari 2010 verlengde Barack Obama de Patriot Act met een jaar, een dag voordat deze zou vervallen. Op 26 mei 2011 tekende hij een verlenging voor vier jaar van drie belangrijke onderdelen van de oorspronkelijke Patriot Act. Dit betreft het afluisteren van verdachten, onderzoek van zakelijke informatie en surveillance van individuen die verdacht worden van terroristische activiteiten.

## Kritiek
Er is veel kritiek op de Patriot Act, omdat ze de burgerrechten van de Amerikaanse bevolking te veel zou schenden, met name op het gebied van privacy. Daarnaast is er de kritiek dat de wet stigmatiserend zou werken omdat het vooral mogelijkheden biedt om immigranten en buitenlandse bezoekers te onderzoeken en het land uit te zetten.
Voorstanders van de wet hopen dat het de Amerikaanse justitie meer opsporingsmogelijkheden geeft om zo terroristische aanslagen in de toekomst te voorkomen. In plaats van het achteraf straffen, kan men nu ook proactief reageren. Het argument dat burgerrechten afgebroken worden, wordt weerlegd door het argument dat 'het leven zonder angst' het hoogste burgerrecht is.
Inmiddels blijkt op een ander gebied een neveneffect. Op grond van de Patriot Act is de keuze voor een Amerikaanse cloudcomputingprovider voor Europese klanten een risico, aangezien de gegevens en databases van die klanten ook door de Amerikaanse overheid opgevraagd kunnen worden.